# Bruno Centeno
Bruno Emiliano Centeno (Pinamar, Provincia de Buenos Aires, Argentina, 8 de agosto de 1988) es un futbolista argentino. Juega como arquero y su primer equipo fue San Lorenzo de Almagro. Actualmente milita en Sportivo Italiano, equipo que disputa la Primera C (Argentina), cuarta categoría para los equipos directamente afiliados. Llegó proveniente de El Porvenir de San Clemente del Tuyú, del Torneo Regional Federal Amateur (cuarta categoría del fútbol argentino) para los equipos indirectamente afiliados.

## Trayectoria
La historia de Centeno en San Lorenzo comenzó en 2004, cuando tenía 15 años. Había estado una temporada en las inferiores de Boca Juniors tras llegar desde su Pinamar natal. Fue campeón en séptima y a los 17 años lo promovieron a Primera.
Debutó el 5 de marzo de 2009 en un partido de la Copa Libertadores frente a Libertad de Paraguay reemplazando al lesionado arquero titular Agustín Orion, y formó parte de varios seleccionados juveniles e incluso fue designado por Alfio Basile como sparring de la Selección Argentina.
Fue arquero suplente de Sergio Romero durante el mundial Sub-20 disputado en Canadá, en el año 2007. 

## Clubes
| Club                        | País      | Año       |
| --------------------------- | --------- | --------- |
| San Lorenzo de Almagro      | Argentina | 2007-2011 |
| Almagro                     | Argentina | 2011-2014 |
| Almirante Brown             | Argentina | 2014-2015 |
| Defensores de Belgrano (VR) | Argentina | 2016      |
| Almagro                     | Argentina | 2016-2017 |
| Burzaco                     | Argentina | 2023      |

## Estadísticas
Actualizado al 24 de octubre de 2022

| Gualaceo SC · Ecuador | 2.ª                 | 2018                | 0  | 0   | 0 | 0 | — | — | 0  | 0   |
| Gualaceo SC · Ecuador | Total               | Total               | 0  | 0   | 0 | 0 | 0 | 0 | 0  | 0   |
| El Porvenir (SC) Argentina | 4.ª                 | 2019                | 14 | -16 | 0 | 0 | — | — | 14 | -16 |
| El Porvenir (SC) Argentina | Total               | Total               | 14 | -16 | 0 | 0 | 0 | 0 | 14 | -16 |
| Club Ciudad de Bolívar Argentina | 4.ª                 | 2020                | 6  | -4  | 0 | 0 | — | — | 6  | -4  |
| Club Ciudad de Bolívar Argentina | Total               | Total               | 6  | -4  | 0 | 0 | 0 | 0 | 6  | -4  |
| Sportivo Italiano Argentina | 4.ª                 | 2021                | 33 | -29 | 0 | 0 | — | — | 33 | -29 |
| Sportivo Italiano Argentina | 4.ª                 | 2022                | 33 | -23 | 0 | 0 | — | — | 33 | -23 |
| Sportivo Italiano Argentina | Total               | Total               | 66 | -52 | 0 | 0 | 0 | 0 | 66 | -52 |
| Total en su carrera | Total en su carrera | Total en su carrera | 86 | -72 | 0 | 0 | 0 | 0 | 86 | -72 |
| (1) La copa nacional se refiere a la Copa Argentina y Supercopa Argentina . (2) La copa internacional se refiere a la Copa Sudamericana, Recopa Sudamericana, Copa Libertadores y Copa Suruga Bank. |                     |                     |    |     |   |   |   |   |    |     |

## Títulos

### Campeonatos nacionales
| Título          | Club        | País      | Año  |
| --------------- | ----------- | --------- | ---- |
| Torneo Clausura | San Lorenzo | Argentina | 2007 |

### Títulos internacionales
| Título         | Club                       | País   | Temporada |
| -------------- | -------------------------- | ------ | --------- |
| Mundial Sub-20 | Selección Argentina Sub-20 | Canadá | 2007      |